# Herz-Jesu-Kirche (Duisburg-Neumühl)

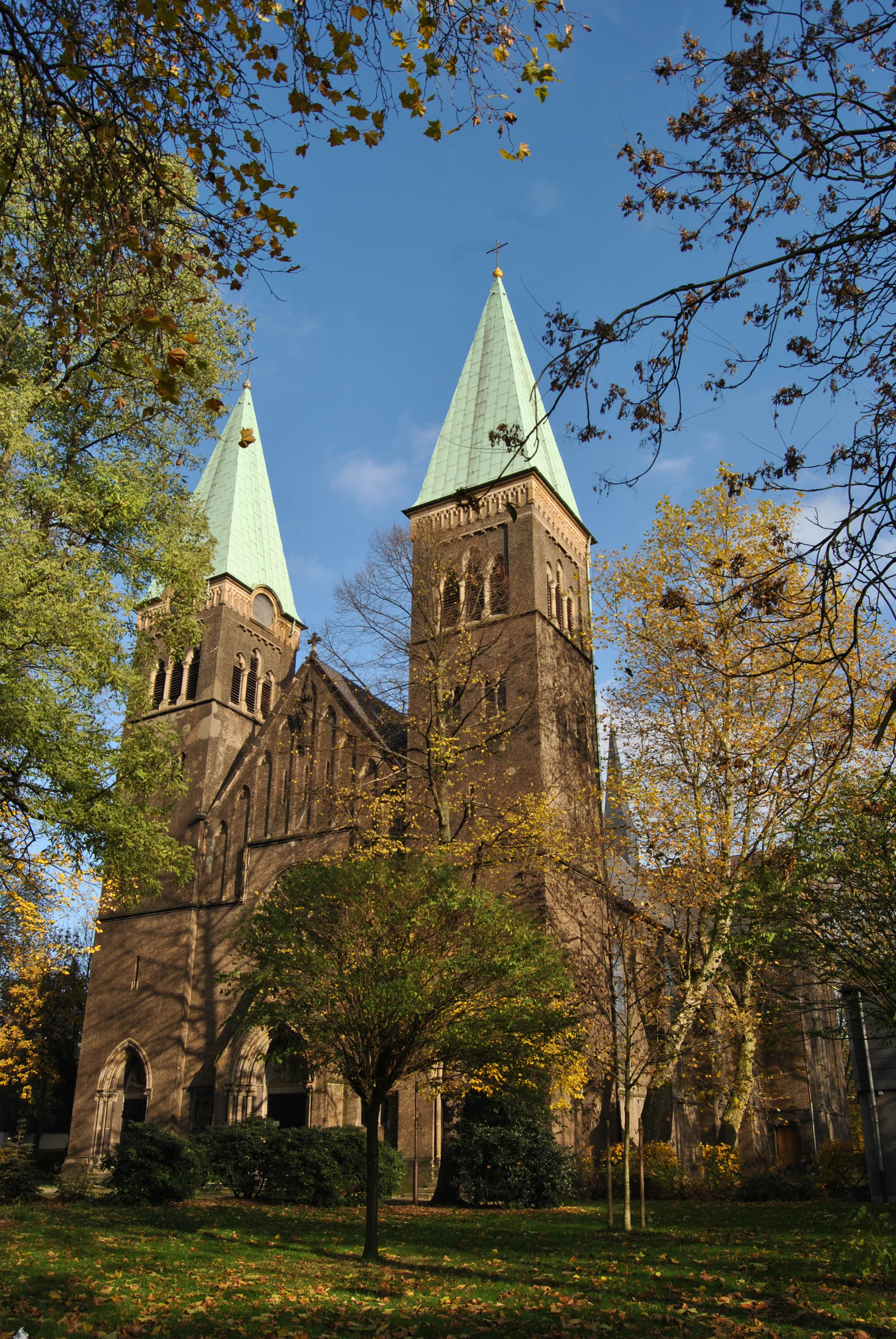
Herz-Jesu-Kirche

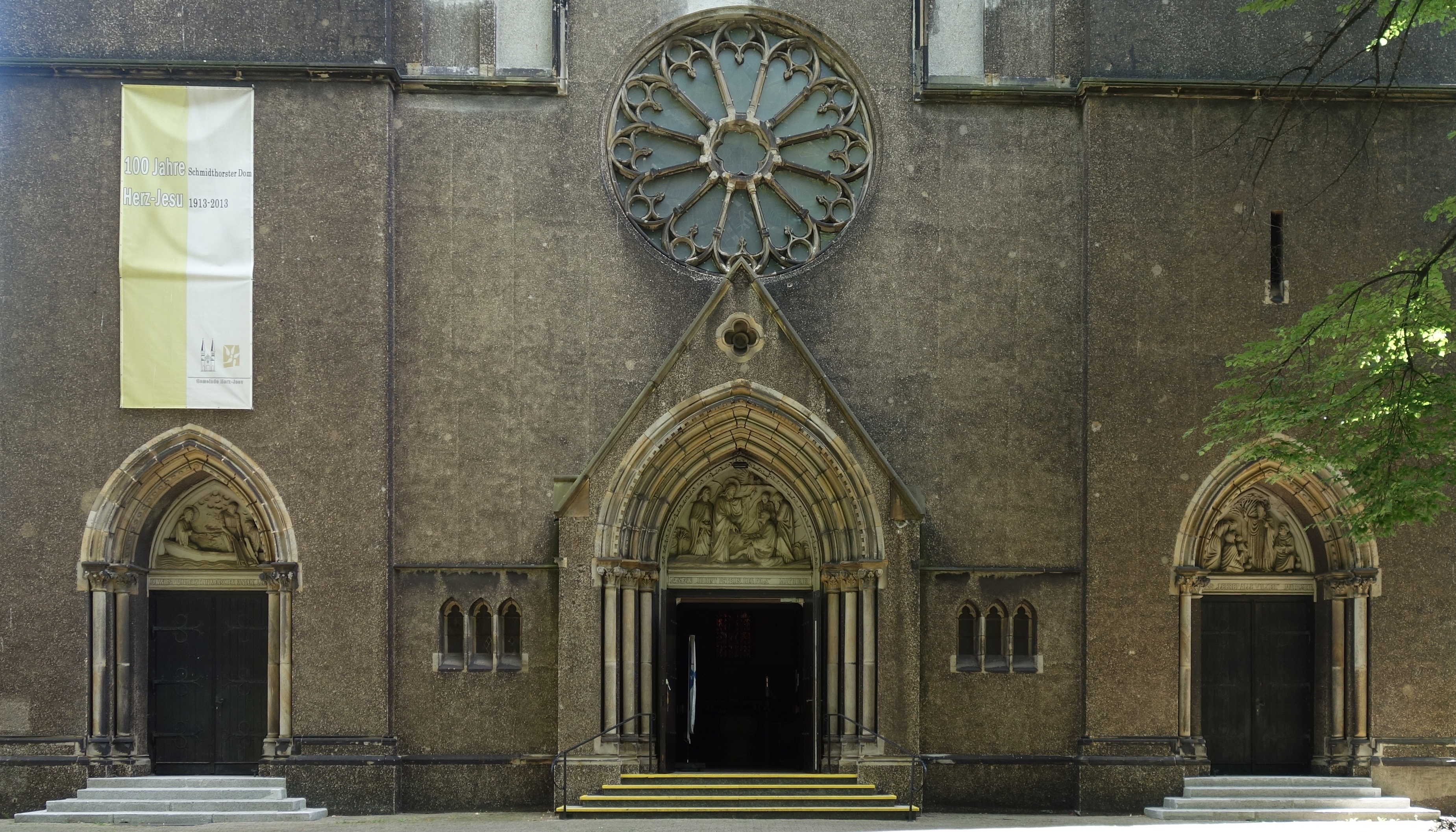
Eingangsportale

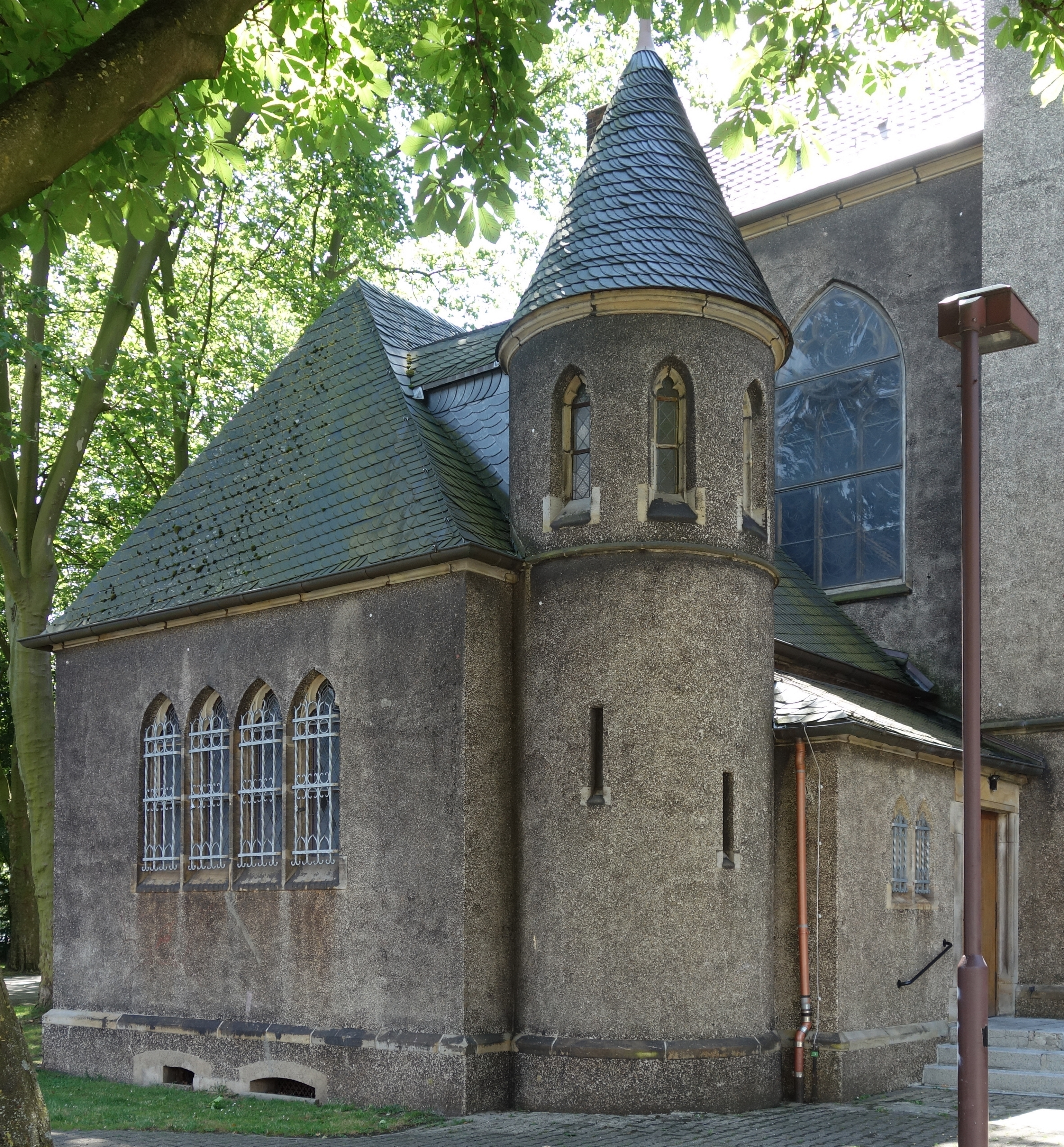
Sakristei

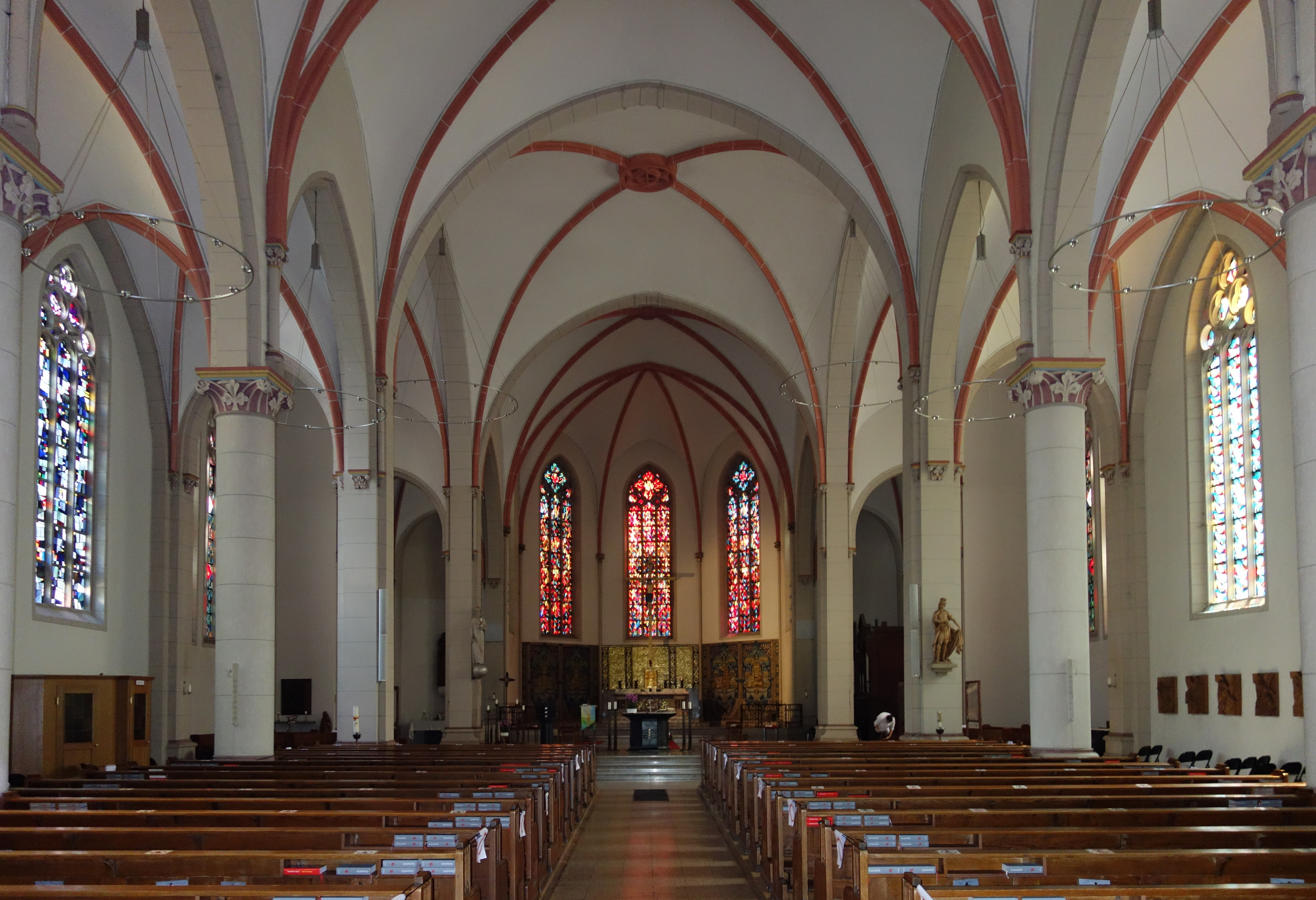
Innenraum

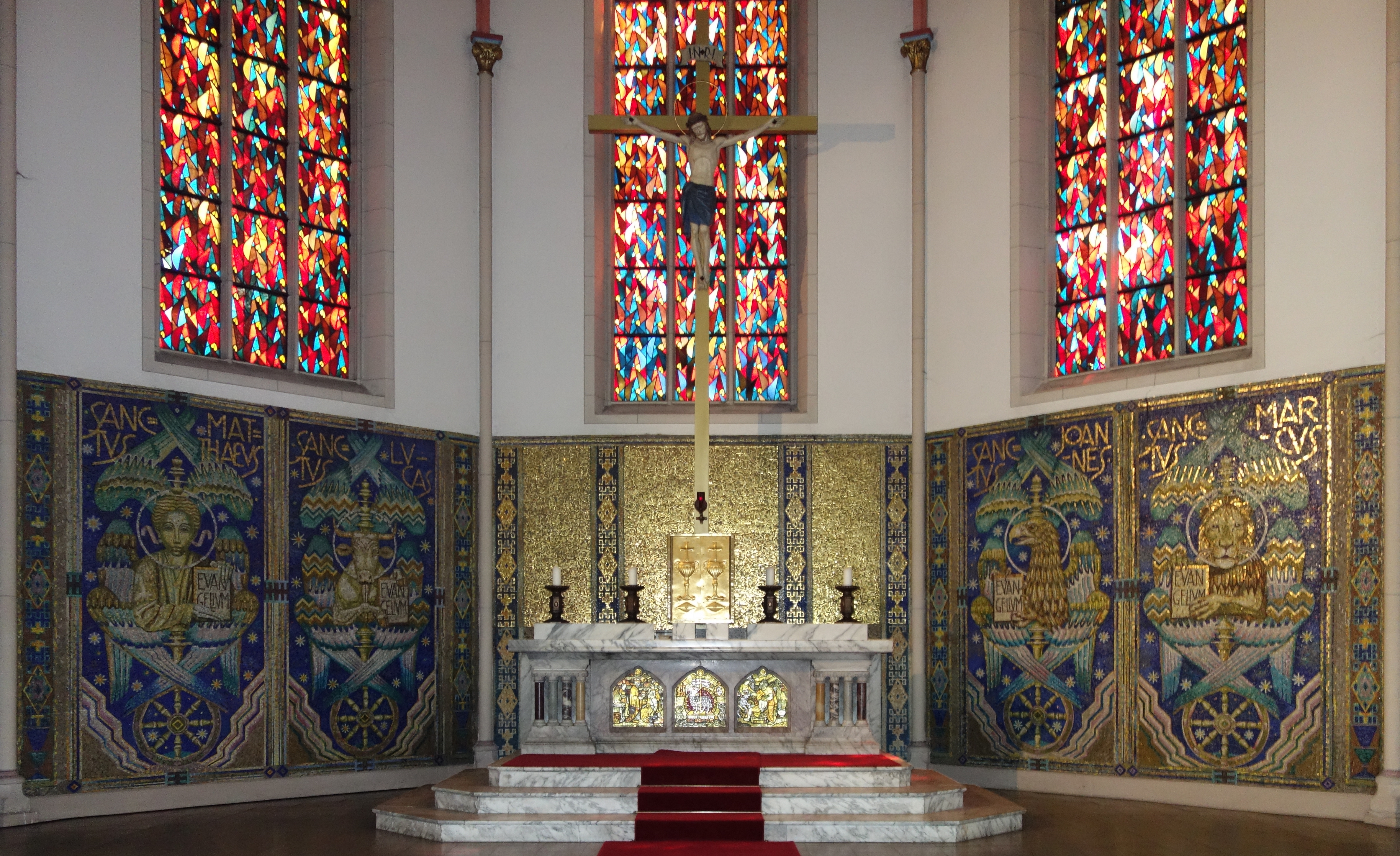
Hauptaltar

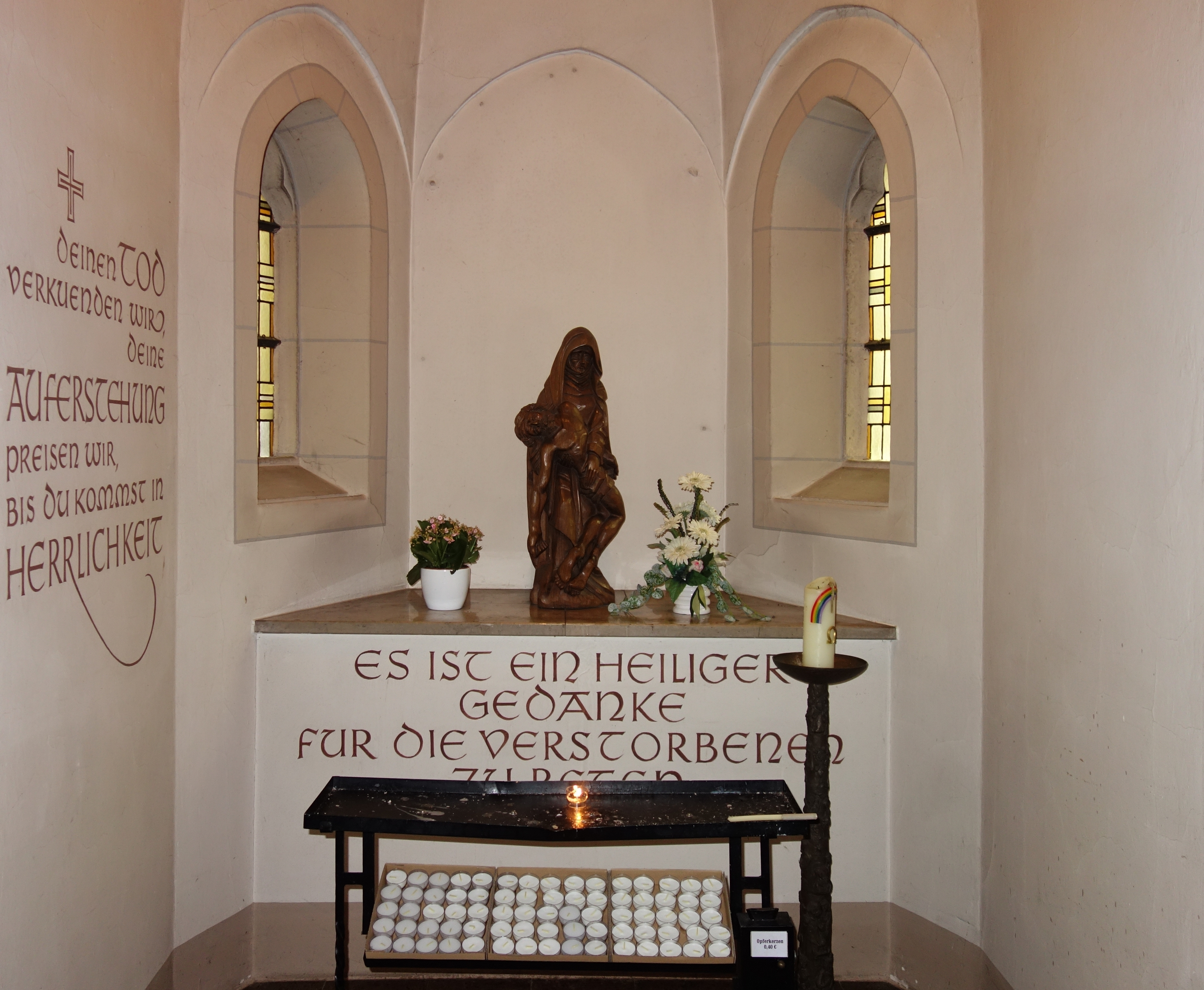
Marienkapelle

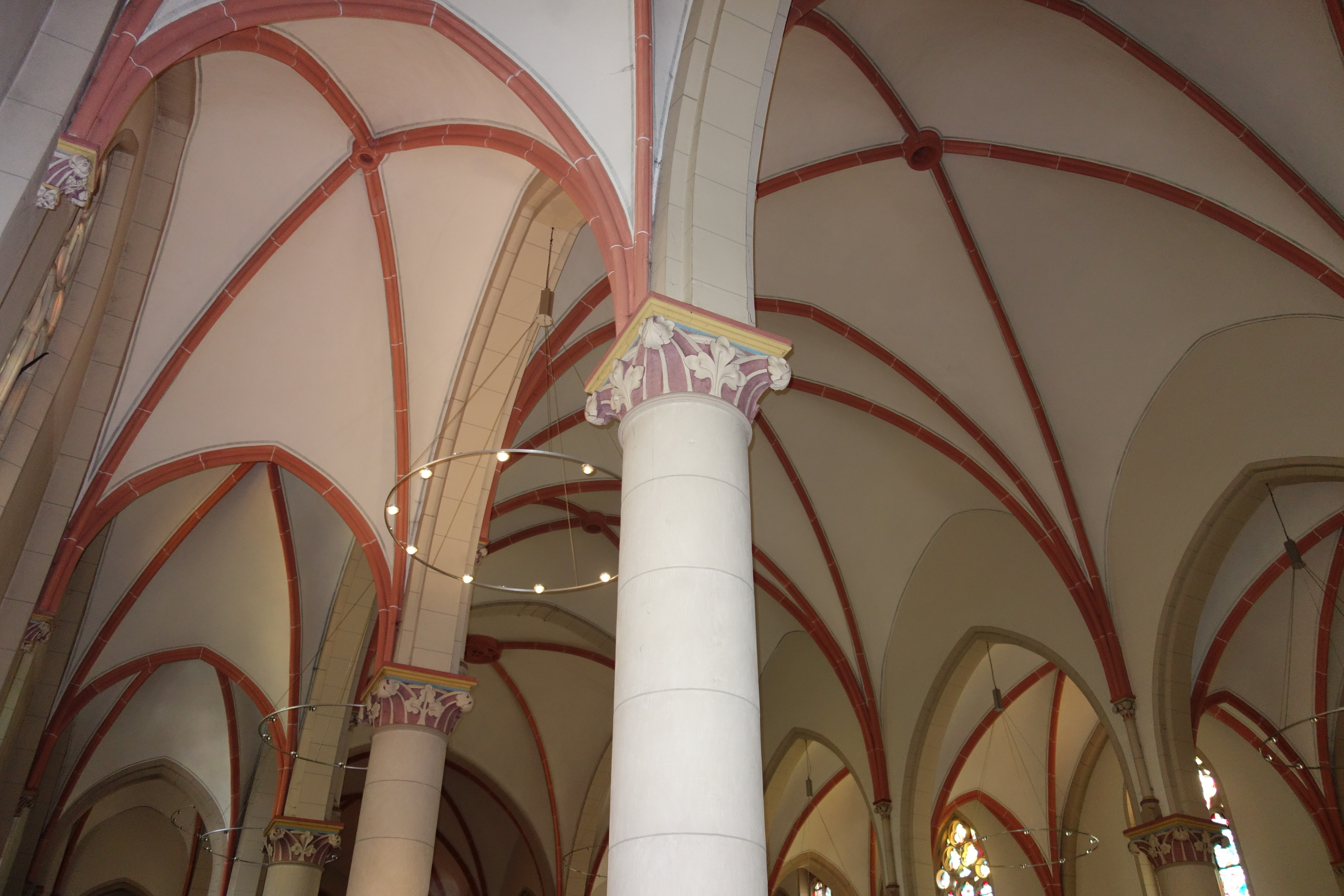
Pfeiler und Kreuzgewölbe

Die Herz-Jesu-Kirche ist ein denkmalgeschützter römisch-katholischer Sakralbau im Ortsteil Schmidthorst des Duisburger Stadtteils Neumühl im Stadtbezirk Hamborn. Sie gehört zum Bistum Essen.
Das als Neumühler Wahrzeichen geltende Gotteshaus zählt zu den größten Kirchen des Ruhrgebietes und ist die einzige Duisburger Kirche, die zwei vollständige Türme mit Helm besitzt. Zwar hat die Kirche St. Ewaldi in Duisburg-Laar, die auch den Beinamen Laarer Dom trägt, ebenfalls zwei Türme, jedoch wurde nach Schäden im Zweiten Weltkrieg der Helm ihres Nordturms nicht wiederaufgebaut.

## Geschichte
Die Neumühler Herz-Jesu-Kirche wurde von 1912 bis 1913 im Stil des Historismus erbaut. Die Grundsteinlegung fand am 7. Juli 1912 und die Kirchweihe am 6. Juli 1913 statt. Bauherr war die Pfarrei Herz Jesu. Die Direktion der Zeche Neumühl trug mit Sach- und Finanzhilfen zum Bau der Kirche bei. Hierbei wurden neben der finanziellen Unterstützung in Höhe von 15.000 Mark unter anderem 8 Millionen Ziegelsteine geliefert und das Fundament verankert.
Am 14. Oktober 1944 wurde die Herz-Jesu-Kirche durch Bomben zerstört und in den Jahren 1945 und 1946 notdürftig wiederhergestellt. 1952 erhielten die Kirchenschiffe neue Schieferdächer, und 1953 folgte eine neue Bedachung der beiden Kirchtürme.
Nachdem die Kirche 1958 umfassend renoviert worden war, konnten am 19. April 1959 fünf neue Bronzeglocken geweiht werden. Weitere Sanierungen wurden 1976 und 2002 durchgeführt. Eine neue Turmuhr wurde am 20. Februar 1981 installiert.
Nach einem 2012 gefassten Beschluss des Bistums Essen entstand 2015 die aus den acht Kirchenstandorten St. Johann, St. Hildegard, Herz Jesu, St. Barbara, St. Peter, St. Norbert, St. Joseph und St. Franziskus bestehende Großpfarrei St. Johann, in der Herz Jesu weiterhin als Kirchengemeinde bestehen blieb. Innerhalb dieser Großpfarrei umfasst Herz Jesu die beiden ehemaligen Pfarreien St. Martin und Herz Jesu.
Um die Sanierung und Erhaltung der Herz-Jesu-Kirche kümmert sich der Kirchbauverein Herz-Jesu.

## Architektur
Der aus dem Mittelschiff und zwei Seitenschiffen bestehende Kirchenbau bietet Platz für rund 500 Kirchenbesucher. Wegen ihrer beiden markanten mit Kupfer gedeckten Türme ist das Gotteshaus auch als Schmidthorster Dom bekannt.
Die historistischen Grundformen und Stilelemente sind überwiegend neugotisch und neuromanisch geprägt. An den Türmen findet man außerdem karolingische Gestaltungen. Die Putzfassaden sind durch Architekturelemente aus Naturstein gegliedert.
Dank ihrer guten Akustik wird die Kirche auch als Veranstaltungsort für Konzerte genutzt.

## Kirchenfenster
Die Bleiglasfenster der Kirche zeigen ausnahmslos verschiedene Ornamente. Die Fenster im Seitenschiff, im Querschiff, im Chor und an der Orgelempore entstanden um 1955 und sind Werke des Kirchenmalers Ludwig Baur, während die Fenster in der Kapelle und in der Sakristei von unbekannten Künstlern geschaffen wurden.

## Orgeln
Die erste Orgel der Herz-Jesu-Kirche mit 44 Registern wurde 1913 von der Bonner Orgelbaufirma Klais gebaut. Sie erlitt 1944 schwere Kriegsschäden. Danach wurden elf Register behelfsmäßig wieder spielbar gemacht. Durch einen Brand in der Turmkammer am 20. März 1966 wurde sie erneut stark beschädigt, woraufhin die Windmaschine erneuert wurde. Unter Verwendung von mindestens zehn Registern und Teilen des alten neugotischen Gehäuses errichtete die Orgelbaufirma Franz Breil GmbH aus Dorsten 1976 eine neue Orgel mit drei Manualen, 38 Registern und 2520 Pfeifen sowie einer elektrischen Spiel- und Registertraktur und einem fahrbaren Spieltisch. Sie wurde am 9. Mai 1976 geweiht.
Zusätzlich befindet sich eine romantische Orgel mit pneumatischer Traktur im vorderen Teil des rechten Seitenschiffs. Erbaut wurde sie 1899 von der Orgelbaufirma Steinmeyer in Oettingen. Bis Oktober 2014 stand das Instrument in der inzwischen geschlossenen katholischen Kirche St. Konrad in Duisburg-Fahrn.
Seit dem 3. Dezember 1990 ist diese Orgel unter der Nummer 177 ebenfalls in der Liste der Baudenkmäler in Duisburg-Hamborn verzeichnet.

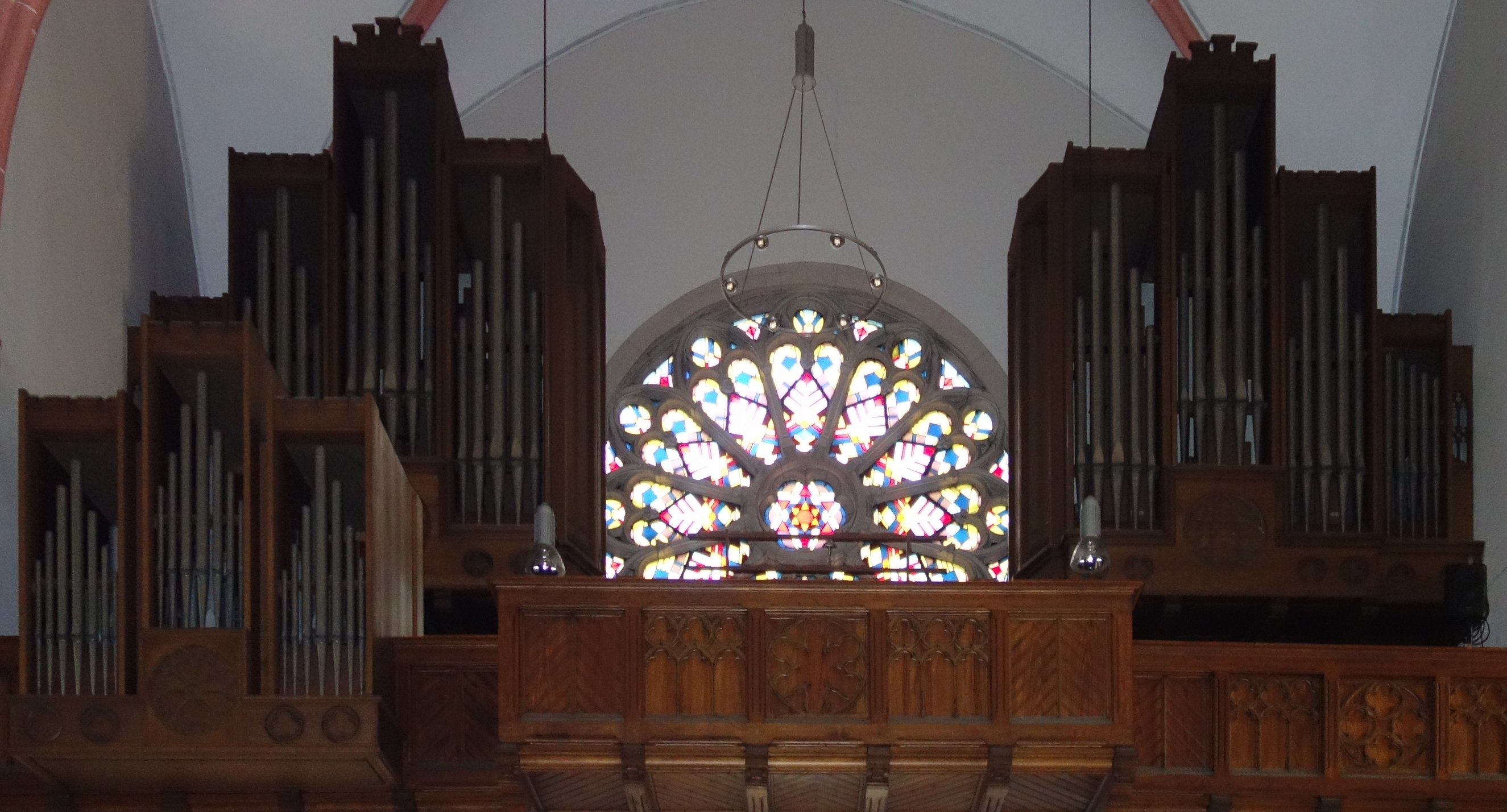
Breil-Orgel von 1976
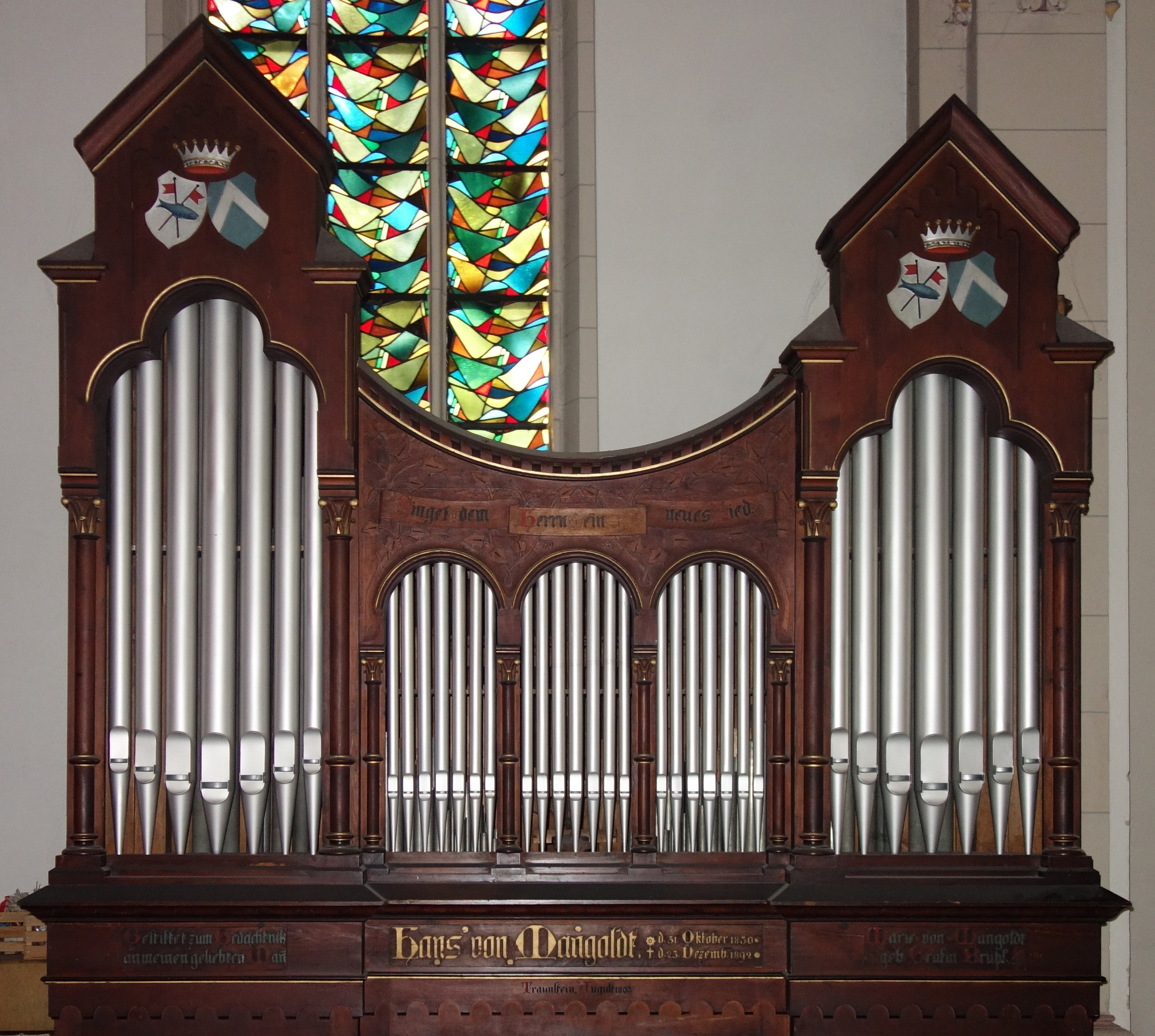
Steinmeyer-Orgel von 1899

## Denkmalschutz
Die Herz-Jesu-Kirche wurde am 8. März 1985 unter der Nummer 11 in die Liste der Baudenkmäler in Duisburg-Hamborn eingetragen.